# John Brooks (Schiedsrichter)
John Edmund C. Brooks (* 1990 in Melton Mowbray) ist ein englischer Fußballschiedsrichter. Seit 2023 ist er FIFA-Schiedsrichter.
Brooks begann seine Karriere im Profifußball als Schiedsrichterassistent in der Premier League bevor ihm auch als Schiedsrichter in der Saison 2021/22 der Aufstieg in Englands höchste Spielklasse gelang. Ein bisheriger Höhepunkt seiner Laufbahn auf nationaler Ebene ist die Leitung des Endspiels der Aufstiegsrelegation 2024 zur Premier League zwischen Leeds United und dem FC Southampton (Endstand 0:1). Zu Beginn der Spielzeit 2024/25 war er für die Leitung des Spiels um den FA Community Shields vorgesehen, zog sich aber wenige Tage vorher eine „leichte Verletzung“ zu und wurde durch den eigentlich als Vierten Offiziellen vorgesehenen Jarred Gillett ersetzt. Im Laufe der Saison kam Brooks schließlich doch noch zu einer Finalspielleitung; er amtierte im Finale des Ligapokals zwischen Newcastle United und dem FC Liverpool, in dem die Magpies ihre seit 1969 andauernde Titeldurststrecke durch einen 2:1-Erfolg beenden konnten.
Zum Jahresbeginn 2023 nominierte ihn der englische Fußballverband für die FIFA-Liste, was ihn zur Leitung internationaler Partien berechtigt. Sein Debüt auf diesem Parkett gab er im März 2023 beim EM-Qualifikationsspiel zwischen den U-19-Mannschaften Serbiens und Israels. Im September des gleichen Jahres folgte sein erstes A-Länderspiel, in dem sich Portugal gegen Luxemburg mit 9:0 auf dem Weg zur EM 2024 durchsetzen konnte. 2024 leitete er das Endspiel der UEFA Youth League, welches die U-19-Mannschaft von Olympiakos Piräus mit 3:0 gegen die Altersgenossen des AC Mailand gewinnen konnte.
Vor seiner Spezialisierung als Profischiedsrichter arbeitete Brooks als Versicherungsmakler. Er lebt in Leicestershire.